# Bolsenheim
Bolsenheim je občina v departmaju Bas-Rhin francoske regije Alzacija.
Leta 2009 je v občini živelo 453 oseb oz. 104 osebe/km².